# Gertrud von Le Fort
Gertrude von Le Fort (née le 11 octobre 1876 à Minden et morte le 1er novembre 1971 à Oberstdorf) est une femme de lettres allemande et une figure du Renouveau catholique.
Née dans la petite aristocratie mecklembourgeoise de l'Empire et élevée dans une tradition calviniste, elle commence une carrière de poétesse et de conteuse conventionnelle tout en se formant au néokantisme de l'École de Bade (de) quand, à la suite de la « catastrophe originaire (de) » qu'a été la Première Guerre mondiale, elle s’installe en Bavière et se convertit au catholicisme sous l'influence du jésuite Erich Przywara, directeur spirituel d'Edith Stein. Proche du Parti du centre, elle mène alors, à l'imitation d'Edith Stein qui se destine au Carmel, une série de conférences. Elle y appelle à une autre réponse que le nazisme et à la reconstruction nationale dans l'unité religieuse mais a peu d'audience. « Émigrée intérieure » durant la seconde Guerre mondiale, elle donne après-guerre figure au statut nouveau d'auteur féminin de langue allemande, tout en défendant au sein de la société industrielle de la République fédérale un mode de vie qui préserve la spiritualité et ses fondements chrétiens.
Restée célibataire, elle aura produit, outre des poèmes mystiques et des contes paraboliques basés sur des faits historiques, six romans et rédigé quatre essais théologiques traitant de la foi dans un monde suicidaire et du statut de la femme dans une société technicienne indifférentialiste. Sa nouvelle La Dernière à l'échafaud (de), tirée de la Relation du Martyre des Seize Carmélites de Compiègne, a inspiré le film Le Dialogue des carmélites et l'opéra Dialogues des carmélites.

## Biographie

### Freiin (1876-1898)

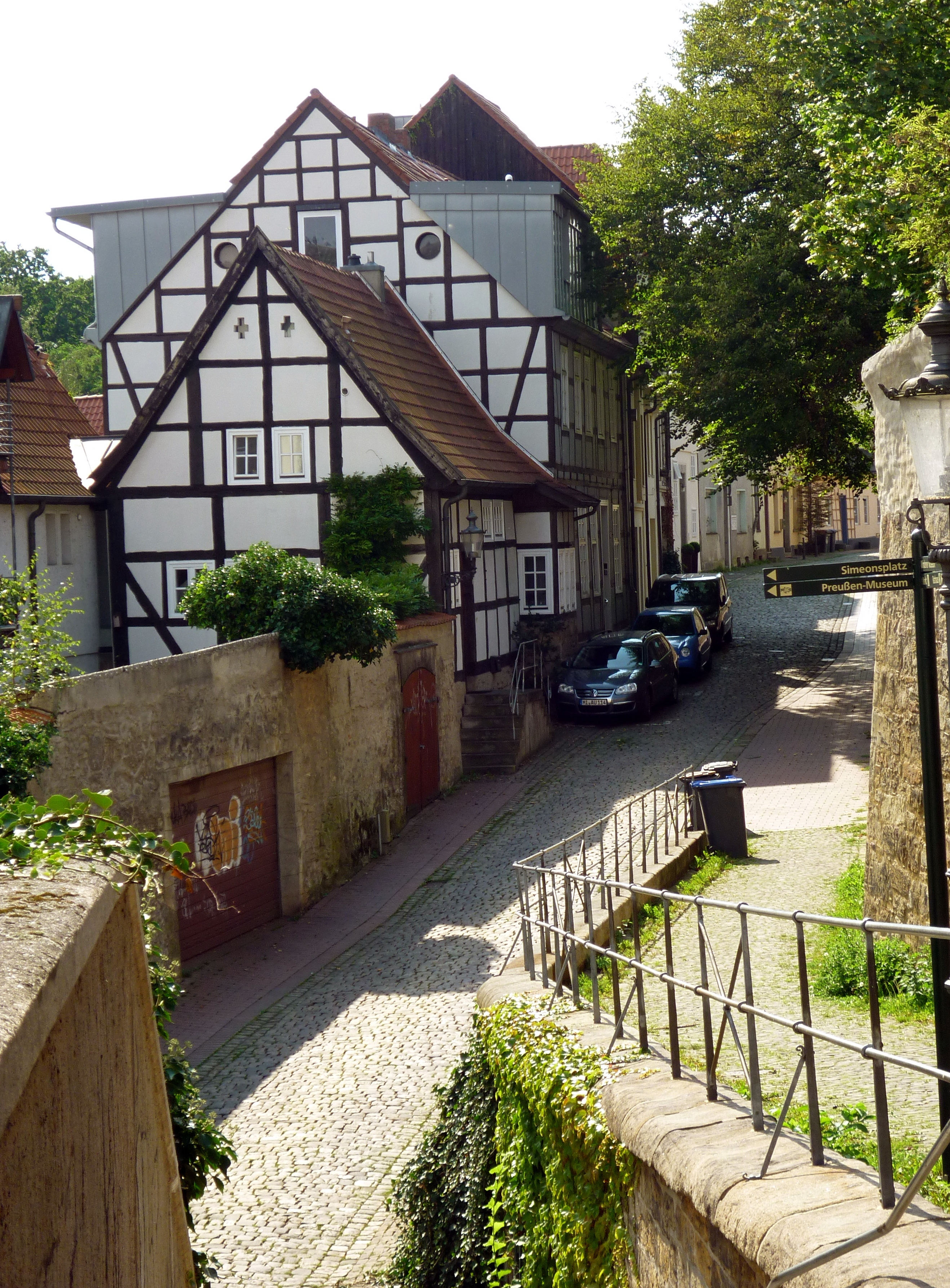
Rue du vignoble, à Minden. Gertrude von Le Fort naît quinze maisons plus haut, au numéro 30.

Gertrud Auguste Lina Elsbeth Mathilde Petrea von Le Fort est la fille aînée du baron Lothar von Le Fort (de), un hobereau calviniste descendant d'un frère du Genevois François Le Fort et de valdéistes de Coni. Sa mère Elsbeth Karoline von Wedel-Parlow, descendait de la branche aînée des Wedel (de) de la maison de Steinhöfel. Sa grand mère paternelle est une Medem. Sa grand-mère maternelle est la fille d'Andreas Friedrich Bauer, fondateur des presses König & Bauer. Sa sœur Élisabeth naît le 6 mai 1880. Elle a sept ans et demi quand sa mère met au monde un petit Stéphane. Deux mois plus tard, à l'automne 1884, la famille quitte Minden et la Westphalie pour Coblence, chef-lieu de la province de Rhénanie où le père, major de l'Armée impériale allemande, est affecté. Là, les enfants bénéficient pendant quatre ans d'une préceptrice, auprès de laquelle la petite Gertrude prend goût à s'essayer à la poésie.
Pour sa retraite, le colonel Lothar von Le Fort est nommé en 1888 commissaire aux affaires de police. Il prend son poste à l'automne 1889 à Hildesheim, dans le Hanovre annexé à la Prusse depuis 1866. C'est là qu'à quatorze ans, Gertrude est inscrite pour deux années à l'école publique puis, le 9 avril 1893, qu'elle fait sa confirmation, en l'église paroissiale Saint Lambert (de). Avec quelques autres élèves, elle s'initie au théâtre sur la scène de l'école. Ses vacances se passent sur les terres familiales, principalement Boek sur Müritz, domaine sis sur le territoire de la commune de Rechlin, dans le Sud du Mecklembourg, et acquis par la famille en 1841, mais aussi Polssen (de), Parlow, près de Friedrichswalde, et Misdroy, qui est une station balnéaire de la Baltique. Une partie du temps y est consacrée à l'étude des archives familiales et des traditions familiales. C'est aussi en 1893, que les revues Jeune Allemagne (de) et Jeune Alsace publient certains des poèmes de Gertrude von Le Fort, mais l'adolescente, qui a manqué beaucoup de cours pour des raisons de santé, ne passe pas son baccalauréat.
En avril et mai 1896, elle découvre Vienne puis l'Italie, Venise, Florence, Gênes, Saint Marguerite de Ligurie, Vérone. Le retour se fait à Halberstadt, dans la province de Saxe, où le commissaire Le Fort est muté, mais dès l'année suivante celui ci, à la faveur de l'avènement au trône de Frédéric François IV succédant à Frédéric François III, entre au service du Grand duché de Mecklembourg, à Ludwigslust, qui est la résidence du prince et a l'avantage de n'être qu'à une centaine de kilomètres de celle que les Le Fort ont à Boek sur Müritz.

### Poétesse et conteuse étudiante (1899-1913)
Sa version des Souliers rouges, conte d'autrefois parue en 1897 dans une revue destinée aux mères de familles et intitulée Cérémonies, vaut à Gertrude von Le Fort de signer deux ans plus tard un contrat avec les Éditions Wiemann, maison brémoise qui confie à un sous traitant la publication de son Jacomino, un portrait du pape Alexandre Borgia vu par les yeux du personnage d'un camérier allemand, blond et protestant. Elle en reçoit quarante marks. Suivent poèmes patriotiques et histoires romantiques empreintes de morale religieuse, toutes centrées sur un personnage féminin. Ses récits, toujours à la forme subjective, se déroulent dans un contexte catholique, tels que la Ville sainte ou des nones. Ils illustrent un souci de tenue dans la langue et traduisent un conformisme de classe.

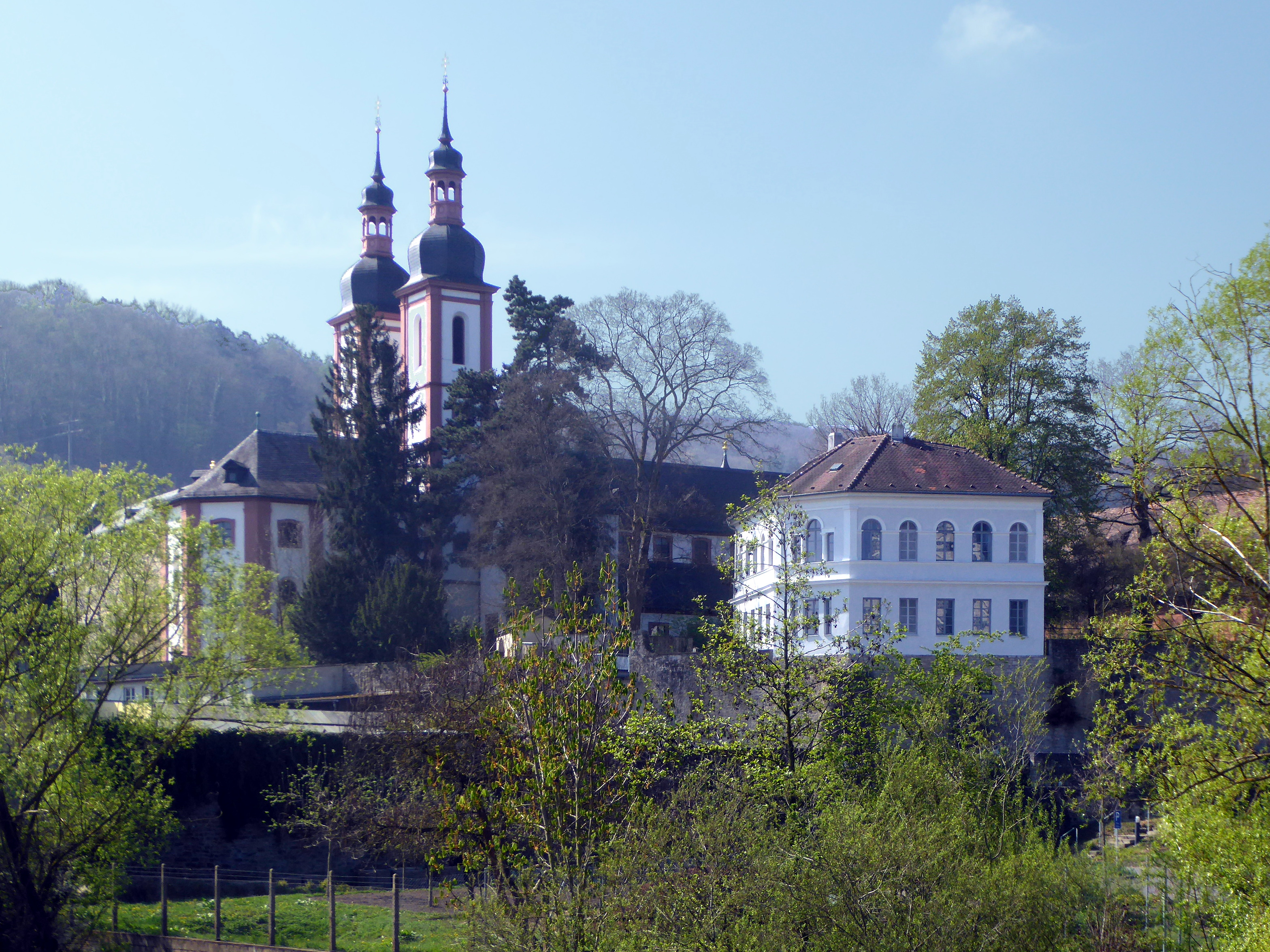
Le monastère d'Oberzell près de Wurtzbourg, où la mère de Gertrude von Le Fort ne manque jamais de faire étape et l'emmener sur la tombe de son grand père.

Le 29 août 1902, son père, âgé de soixante et onze ans, meurt. La jeune femme s'essaie au journalisme en publiant trois articles dans la presse féminine, tous sur des personnages historiques féminins. Elle fait des séjours à Berchtesgaden et voyage en famille, à travers l'Italie en 1904, au Tyrol en mars 1906. Son séjour à Rome, où elle séjourne seule du 4 mars au 7 mai 1907, sera déterminant. À l'été 1908, elle s'inscrit pour un semestre à l'université de Heidelberg. Faute de baccalauréat, elle le fait en auditeur libre. Elle suit les cours d'Ernst Troeltsch, philosophe des religions dont la Doctrine, œuvre posthume, sera tirée en 1925 des notes de l'étudiante. Elle assiste aussi aux cours de théologie protestante que donne le professeur Hans von Schuberts (de), qui l'a un temps hébergée.
Après un troisième séjour à Rome, en 1909, elle renouvelle à l'automne 1910 l'expérience universitaire, qui se prolonge jusqu'au printemps 1913. Outre Ernst Troeltsch, elle a pour enseignants le professeur démocrate d'économie sociale Évrard Gothein (de) et l'historien Hermann Oncken, deux futures figures de la République de Weimar, mais aussi l'historien des traditions populaires Robert Petsch (de), les historiens de l'art Carl Neumann (de), spécialiste de Rembrandt, et Henry Thode, spécialiste de la Renaissance italienne et de Wagner, le professeur de littérature Max von Waldberg, le philosophe néokantien et fondateur de l'école de Baden Wilhelm Windelband. Un an plus tard, après un quatrième séjour à Rome, ces cinq semestres sont complétés par un sixième à l'université de Marbourg, où elle assiste aux conférences du promoteur du néokantisme Hermann Cohen.
En avril 1914, elle prend des vacances dans le Tyrol italien, au Château Persen (de), qui a été transformé en hôtel par l'éditeur antisémite Jules Frédéric Lehmann (de) et le député chrétien social Michael Mayr comme un symbole pour défendre la cause de la Ligue populaire du Tyrol (de) et de ses revendications pangermanistes. À son retour, elle accomplit un septième et dernier semestre, de nouveau à Heidelberg, au cours duquel elle fait la connaissance de Marianne Weber, Friedrich Gundolf, Stefan George, animateur d'un cercle (de) symboliste et antinationaliste, ainsi que de Karl Jaspers. Elle est très impressionnée par les leçons de celui ci sur Kierkegaard.

### Effondrement d'un monde et ruine familiale (1914-1922)
Quand la guerre éclate, en août 1914, Gertrude von Le Fort est une femme de 37 ans. Elle s'engage comme aide-soignante dans les trains-hôpitaux de la Croix-Rouge. En avril 1915, elle se réfugie avec sa famille, alors installée à Ludwigslust, à Boek sur Müritz. Elle retrouve à Berlin Ernst Troeltsch, dont elle suit de nouveaux les cours à l'université Frédéric Guillaume durant l'année 1915 1916.
Sa mère meurt le 23 novembre 1918 à l'âge de soixante seize ans. Elle commence l'année suivante la publication de poèmes patriotiques, qui seront rassemblés en 1932 sous le titre Hymnes à l'Allemagne. Comme en réponse à la terreur répandue par les hommes, elle s'engage en 1920, à l'âge de quarante quatre ans, dans une écriture mystique, poésie et roman, qui aboutira à ses deux œuvres majeures, les Hymnes à l’Église et, sur une base élaborée dès 1909 à son retour de Rome, Le Voile de Véronique (de).
Un fidéicommis constitue son frère en unique héritier du domaine familial. En mars 1920, Stéphane von Le Fort mène à Waren, de l'autre côté du lac Müritz, les opérations du putsch dit de Kapp, qui échoue à renverser la jeune république. Fugitif, il est, au terme d'un procès, exproprié en 1922.

### Conversion (1923-1926)
Gertrude von le Fort fait alors l'acquisition d'une maison à Baierbrunn, village à l'écart de Munich, qui est la capitale de la catholique Bavière, une autre Allemagne que son quasi-prussien Mecklembourg familial. En 1923, elle rencontre Theodor Haecker, future figure de l' « émigration intérieure », s'interroge sur les divisions du christianisme et en 1924 fait la connaissance d'Ida Maria Bauer. Celle ci est déléguée aux questions féminine auprès du Secrétaire général du Parti du centre allemand, Deutsche Zentrumpartei ou DZP, et membre du Bureau d'administration du Conseil consultatif féminin, Reichsfrauenbeirats Vorstand ou RFB-Vorstand, qui réunit au sein du même parti et autour de la présidente Hedvige Dransfeld les adhérentes de l'Association des femmes catholiques allemandes. Avec cette catholique proche du chancelier Wilhelm Marx et engagée pour la cause des femmes, une amitié durable se noue.
C'est alors qu'elle entre dans la voie du Renouveau catholique, mouvement littéraire qui sera particulièrement illustrée en France par le rescapé de la Grande guerre Georges Bernanos, en publiant un cycle de chants mystiques, Hymnes à l'Église. En un dialogue entre les aspirations de l'âme et les réponses patristiques, elle y offre sa poésie comme l'acte inventant la vie au-delà de la seule conformation aux règles morales et conduisant à Dieu, ses hymnes comme des pierres pour construire l’Église militante.
L’œuvre, éditée par les Dominicains (de) du monastère théatin de Munich, lui ouvre la porte du père Przywara, jésuite très actif qui lit et fait lire Karl Marx, mais le manque d'argent conduit Gertrude von le Fort à se consacrer à l'écriture d'un roman policier historique. Le Courrier de la Reine (de) paraît en 1926 sous pseudonyme.
Peu auparavant, elle part six mois à Rome, où, hébergée par Ida Maria Bauer, elle participe aux audiences de Pie XI. C'est alors qu'en mars 1926, à l'âge de presque cinquante ans, elle reçoit en l'église Sainte Marie de l'Âme le baptême qui acte sa conversion à la religion catholique. Cette conversion n'est pas un reniement de la Réforme mais procède du constat que le temps de celle ci et de son opposition au Pape est dépassé.

### Missions (1927-1937)
A son retour, Gertrude von le Fort reprend ses écrits de jeunesse pour en composer son roman d'apprentissage, Le Voile de Véronique (de), qui parait en 1928. Elle y romance sa conversion comme coïncidant avec une déception amoureuse et un deuil. En 1929, ses Hymnes à l'Église sont mis en musique par l'organiste Arthur Piechler (de), lequel se verra six ans plus tard, en tant que « mischling », assigné à résidence.
C'est cette année là que, par l'intermédiaire du père Przywara, elle rencontre Edith Stein, autre convertie, mais du judaïsme. Le dolorisme de cette conférencière itinérante, qui enseigne à la Madeleine (de) de Spire, la marque fortement, d'autant que les membres du NSDAP manifestent dans les rues de Munich contre ceux des citoyens qu'ils catégorisent comme « Juifs ». En réponse à cette vague d'antisémitisme, elle publie dès l'année suivante Le Pape venu du ghetto (de), roman sur la tolérance qui commence par une scène de pogrom au XIe siècle et transpose dans la Rome de l'antipape Pierre Léon, petit fils d'un Juif converti et lui-même converti, le ressenti, hostile ou amical, des Chrétiens pour les Juifs.
Depuis Baierbrunn, elle fait deux voyages en Italie, en 1931 et 1932. À son retour, quelques mois avant l'avènement de l'hitlérisme, alors qu'un de ses parents éloignés, Kurarl von Wedel-Parlow (de), cousin par son grand-oncle maternel Albert Otto von Wedel-Parlow (de), a été élu député du NSDAP, elle rencontre de nouveau, à Munich, Edith Stein, qui lui apparaît comme l'exemple de la femme chrétienne, et décide d'organiser à son tour des conférences. Pour l'année 1932-1933, ce sera à travers l'Allemagne et la Suisse. Son essai sur L'Éternel féminin, qui parait en une première version en 1933, est directement inspiré d'Edith Stein.
Au cours de soirées, elle développe sa conception esthétique de la grâce, sa vision de la foi comme une réponse à la perte de sens et au nihilisme de la société industrielle et son idée œcuménique d'un « Saint-Empire chrétien germanique », c'est-à-dire d'une autorité transcendante qui rétablisse dans une Allemagne idolâtre l'absolu qu'exige l'imitation du Christ au dessus des relativismes de la modernité. Elle se fait ainsi porte-parole de la position officielle de l'Église d'Allemagne, entrée dans une surenchère nationaliste. Parallèlement, elle s'essaie au métier de critique littéraire, se focalisant sur les auteurs contemporains aux préoccupations théologiques.

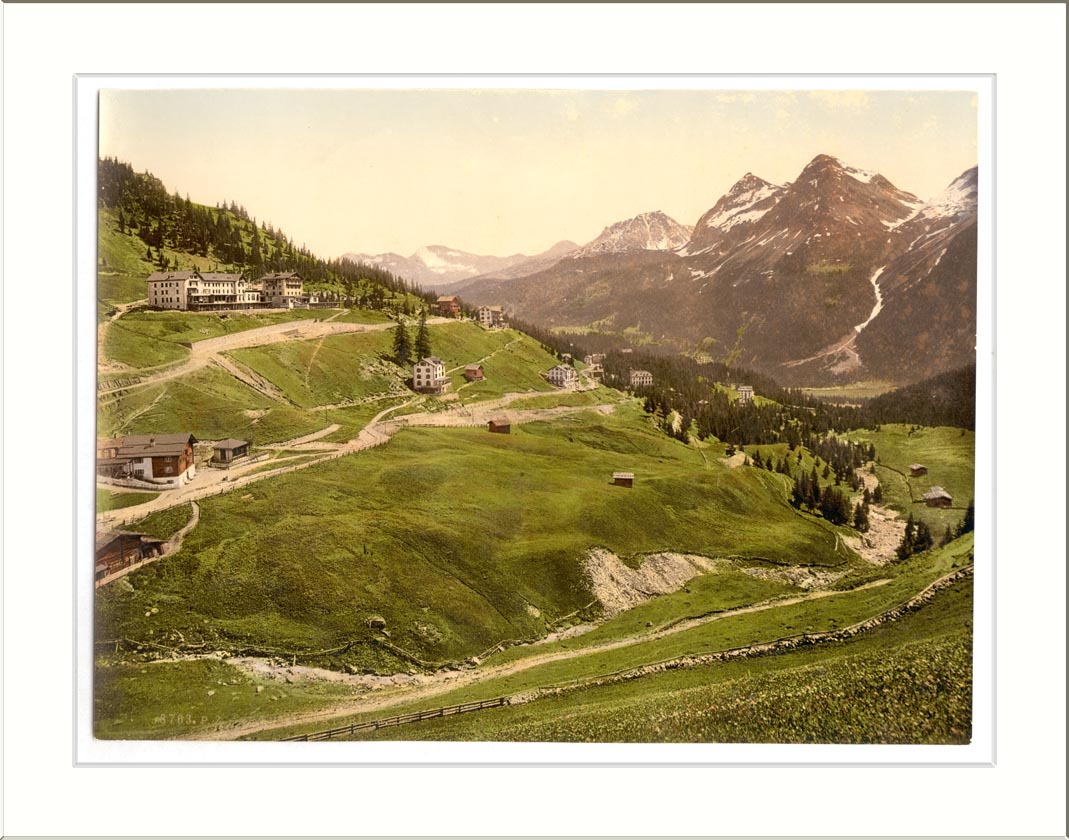
Un des nombreux sanatoriums d'Arosa. Sur cette montagne magique, Gertrude von Le Fort séjourne presque un an et demi pendant que le Troisième Reich, sous une apparence de redressement, met en place son régime de « Selbstzerstörung ».

En 1934, une longue pérégrination la conduit cette année d'Aix-la-Chapelle à Ulm à travers la Rhénanie. Elle est accueillie à Fribourg-en-Brisgau par le Cercle fribourgeois (de), où elle sympathise avec l'écrivain Reinhold Schneider (de). Elle retrouve à Cologne Edith Stein, qui est depuis un an postulante au carmel Sainte Marie de la Paix (de), alors sis dans le bois municipal (de).
Un troisième et avant-dernier cycle de conférences la conduit en 1935 de Zurich à Fulda et se termine à son point de départ auprès de la fille de Conrad Ferdinand Meyer. Elle séjourne dans la maison qui fut celle du poète. Souffrant d'une bronchite chronique, elle se voit prescrire en janvier 1937 des vacances en altitude, à Arosa dans les Grisons, où elle avait passé le mois d'août 1935. Elle dureront dix sept mois.

### Exil intérieur (1938-1943)
Quoique le catholicisme que Gertrude von Le Fort professe aille quelque peu à l'encontre de l'idéologie nazie à laquelle un tiers des citoyens protestants se sont ralliés dès 1932 lors des élections ecclésiastiques du 13 novembre, la publication des Noces de Magdebourg (de) passe la censure en 1938. Roman qui évoque la guerre de Trente Ans et dénonce les divisions religieuses, c'est pourtant un portrait prémonitoire d'Allemands enivrés de nihilisme et transgressifs pour les uns, vidés de toute humanité et excessivement respectueux de l'ordre pour les autres. Alors qu'à Paris il est question d'adapter au cinématographe La Dernière à l’échafaud, aucune revue littéraire allemande ne mentionne le nom de Gertrude Le Fort. Elles sont toutes étroitement contrôlées par le gouvernement.

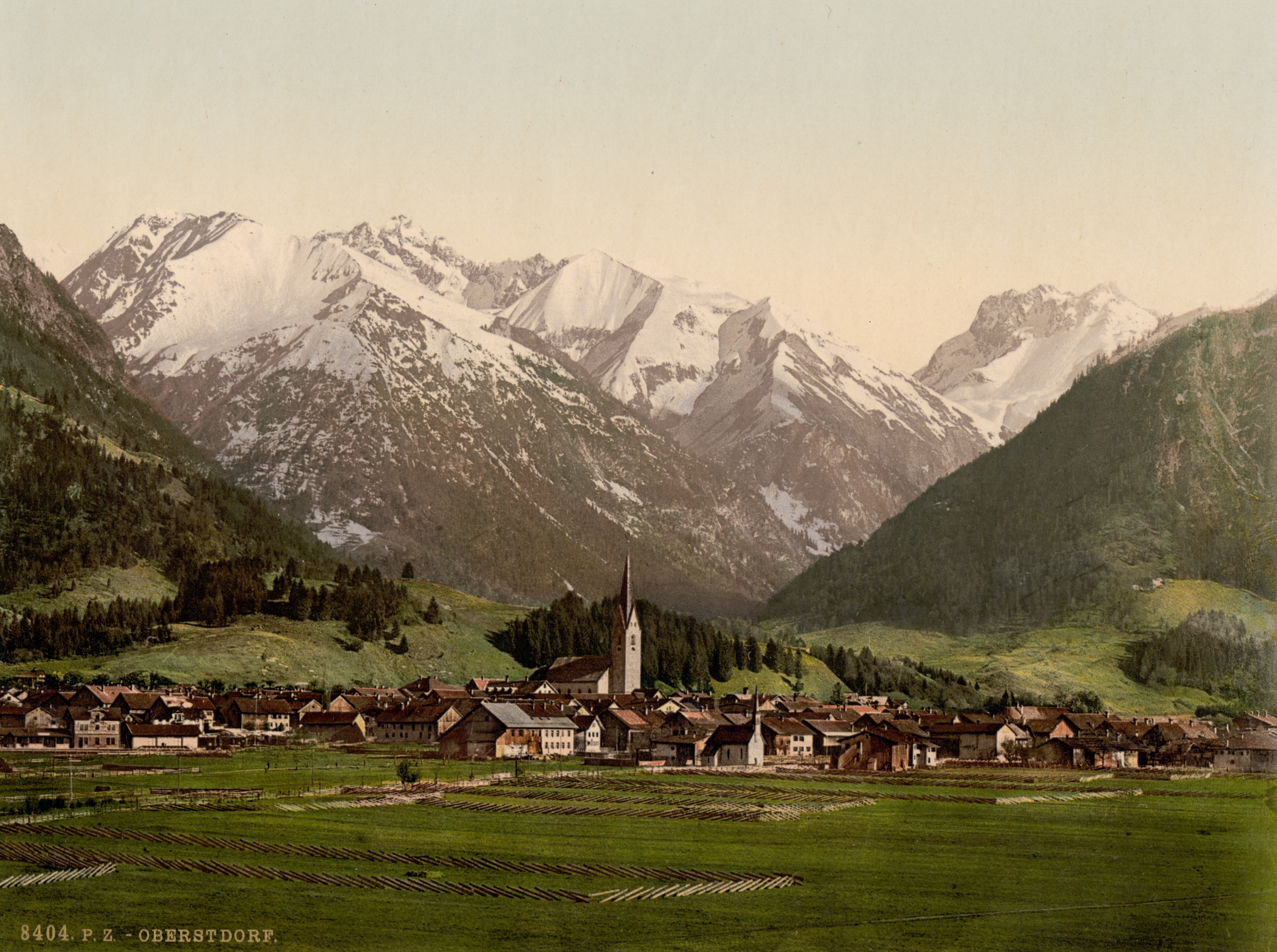
Photochrome d'Oberstdorf au bord des Alpes, dernière petite ville avant la frontière suisse, réalisé moins de quarante ans avant que Gertrude von Le Fort n'en fasse sa nouvelle patrie.

Sur les conseils de son médecin, Gertrude von Le Fort part en août 1938 se reposer deux mois à Oberstdorf, ville de cure souabe sise aux pieds des Alpes d'Allgäu. Pour l'aider dans son travail, elle emploie comme secrétaire un professeur d'histoire du lycée d'Immenstadt, Mathilde Hoechstetter alias Thilda, avec laquelle elle a depuis plusieurs mois pris l'habitude de prendre conseil, tant pour les références historiques que pour le plan de ses ouvrages. Durant le mois de février 1939, elle visite en compagnie de son ami Reinhold Schneider (de) Bordeaux, Notre-Dame de Chartres et Paris puis reprend ses tournées de conférences, Hanovre, Hamelin, Leipzig, jusqu'à ce qu'elle se voie prescrire un séjour au sanatorium de Zell (de) en Schäftlarn.
À sa sortie, elle retourne directement à Oberstdorf, cette fois pour tout l'été 1939. Séduite par le charme du lieu et la vie traditionnelle qui y règne, elle en fait sa « patrie de cœur » et s'y installe à demeure en octobre 1940. Elle y passera le dernier tiers de sa vie, son frère occupant la maison de Baierbrunn jusqu'en janvier 1954, mois où il mourra à l'âge de soixante neuf ans.
En avril 1941, elle fait la connaissance de l'instituteur du village voisin de Kornau, Arthur Maximilien Miller (de), qui, à quarante ans, est un écrivain encore inédit. En 1942, elle prend à son service une femme tombée sous le coup des lois de Nuremberg. Le 2 août, c'est l'arrestation en Hollande d'Edith Stein, qui est gazée à Auschwitz une semaine plus tard.

### Écrivain reconnu (1944-1956)
En 1944, le manuscrit achevé de sa Couronne fleurie des anges (de) est détruit lors d'un bombardement aérien mais le roman, une histoire d'amour tourmenté entre une catholique et un athée, paraîtra deux ans plus tard, non sans que l'œcuménisme prôné ne heurte les esprits les plus conservateurs. En 1949, Hermann Hesse, auquel elle avait en mars 1947, au cours d'un long voyage à travers la Suisse, rendu visite à Montagnola, la propose pour le prix Nobel de littérature, qui est finalement attribué à William Faulkner. Elle met sa notoriété au service du mouvement de protestation contre le projet de construction du téléphérique (de) du Hochgrat, qui détruirait la société traditionnelle et livrerait les villages de montagne au tourisme de masse.
En 1950, elle devient corédactrice en chef d'une petite revue littéraire, Das literarische Deutschland. Les honneurs, les adaptations mais aussi de nouvelles œuvres se succèdent durant les années cinquante, non sans susciter l'hostilité des catholiques conservateurs. En 1952, elle participe à la première Semaine de la fraternité (de) organisée à Wiesbaden par le Conseil allemand de coordination des sociétés pour la coopération judéochrétienne. Pendant quatre ans, de 1951 à 1955, elle participe, en tant que nouveau membre de l'Académie allemande pour la langue et la littérature, au jury qui attribue le prestigieux prix Georg-Büchner.
Elle approuve de bon cœur l'appropriation de sa Dernière à l’échafaud par Georges Bernanos, qui a le bon goût de repasser par son éditeur, et renie toute son œuvre antérieure à 1920, à ses Hymnes à l’Église et à sa conversion.

### Réinventer une spiritualité (1957-1971)
En 1957, trois ans après l'essai nucléaire de Bikini, Gertrude von Le Fort se prononce, à la suite de Günther Anders et Robert Jungk, pour l'interdiction des armes atomiques.

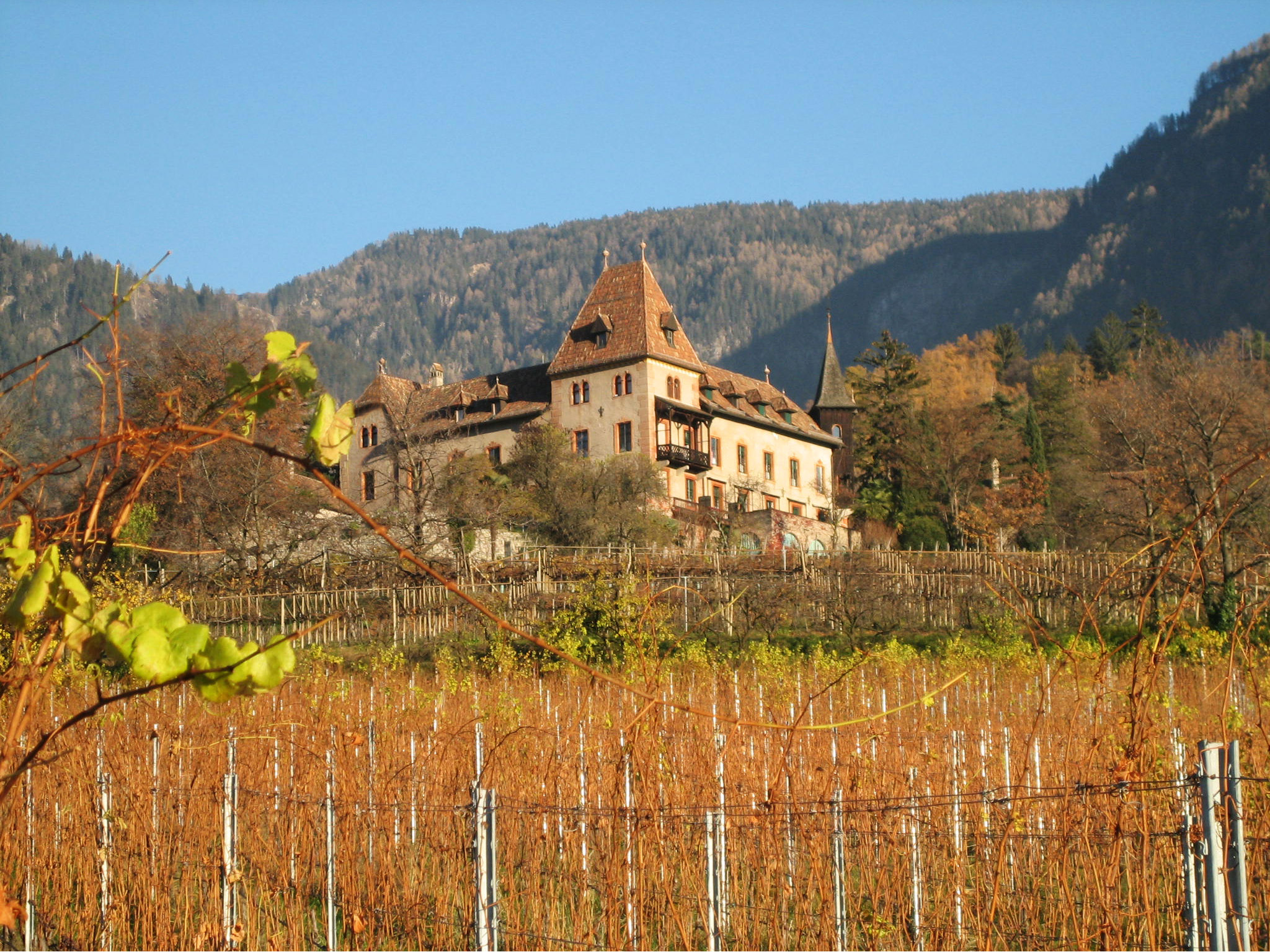
Le château Labers et son vignoble, séjour de postcure de Gertrude von Le Fort dans un Tyrol méridional qu'elle découvrait en famille à vingt ans et ne cessera de visiter.

Le 1er août 1957, elle déménage du 6 rue Freiberg au 9 en Haslach. En 1959, elle soigne sa bronchite, qui dure depuis les années trente, à Überlingen dans la clinique du docteur Buchinger, qui a inventé dans une optique spiritualiste le jeûne dit thérapeutique. Les années soixante sont amplement entrecoupées de séjours de cure, à Überlingen, à Mérano.
Elle vend la maison de Baierbrunn en 1965, et dès lors reçoit chaque année, pour leur stage pratique, les élèves de sœur Hedvige Bach, une enseignante de l'école de formation professionnelle que les Borroméennes tiennent en la villa Sabelsberg (de) à Boppard. En 1966, elle reçoit la visite de Luise Rinser, ex cheftaine de l'Organisation féminine nationale socialiste devenue un écrivain « catholique de gauche (de) » militant contre le nucléaire et pour la cause animale et le végétarisme. L'année suivante parait Le Silence (de), nouvelle dans laquelle, en réponse au Vicaire de Rolf Hochhuth, elle défend la position pour un pape de refuser de prendre parti, attitude qui fut celle du Pie XII et fut reprochée à l'église catholique durant la guerre. En 1969, c'est l'écrivain Carl Zuckmayer, converti à l'évangélisme sous l'influence de l'ex résistant Karl Barth, qui, en quasi voisin, lui rend visite.
Le 5 novembre 1971, quatre jours après le décès, la dépouille de Gertrude von Le Fort est conduite en terre par l'évêque d'Augsbourg Josèphe Stimpfle en présence du ministre-président de Bavière Alphonse Goppel. Sa sœur Élisabeth meurt quelques mois plus tard.

## Distinctions

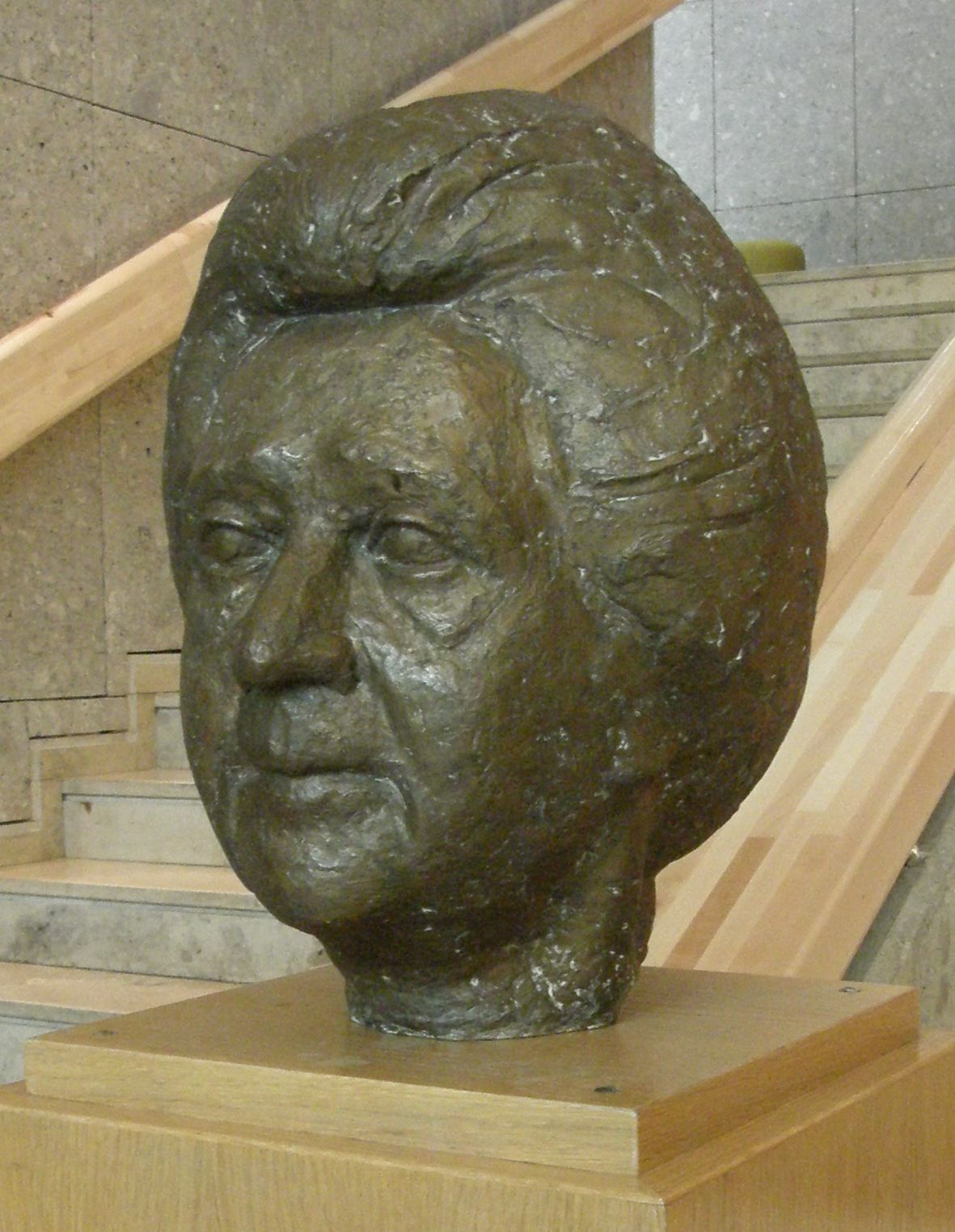
Buste de Gertrude von le Fort, bronze de exposé à la maison d'Oberstdorf.

- 1947 - Prix de littérature (de) de la ville de Munich.
- 1948 - Avec Reinhold Schneider (de), prix Annette von Droste-Hülshoff du gouvernement de l'État de Bade (deux mil marks).
- 1948 - Élection à l'Académie bavaroise des beaux-arts.
- 1950 - Élection à l'Académie allemande pour la langue et la littérature de Darmstadt.
- 1952 - Prix Gottfried-Keller décerné par la Fondation Martin Bodmer de Genève.
- 1953 - Grand-croix dans l'ordre du Mérite de la République fédérale d'Allemagne.
- 1955 - Membre ordinaire de l'Académie des arts de Berlin.
- 1955 - Grand prix littéraire de Rhénanie-du-Nord-Westphalie.
- 1956 - Doctorat honoris causa de théologie de l'université de Munich et première femme à l'être.
- 1956 - Citoyenne d'honneur d'Oberstdorf.
- 1959 - Prix de l'état bavarois (de).
- 1959 - Ordre bavarois du Mérite.
- 1959 - Trophée de l'arrondissement de Sonthofen.
- 1966 - Grand-croix dans l'ordre du Mérite de la République fédérale d'Allemagne avec étoile.
- 1966 - Médaille du citoyen d'honneur d'Oberstdorf.
- 1969 - Prix culturel d'honneur (de) de la ville de Munich.

Quatre ans après la mort de l'écrivain, la République fédérale émet à l'occasion de l'année internationale des femmes un timbre de soixante dix pfennigs à l'effigie de celui ci dessinée par Gerd Aretz. L'année suivante, la ville d'Oberstdorf renomme son établissement scolaire (de) Gertrude von le Fort et en 1977, la ville de Coblence donne son nom à une rue d'Asterstein (de).

## Œuvre

### La Dernière à l'échafaud
Son œuvre la plus féconde est sans doute la nouvelle La Dernière à l'échafaud (Die Letzte am Schafott), publiée en 1931. Gertrud von Le Fort a pris pour base le récit La Relation du martyre des seize carmélites de Compiègne et a imaginé le personnage, très proche de sa propre sensibilité, de Blanche de La Force. Le nom même du personnage est comme un pseudonyme transparent de l'auteur : « de La Force » pour « von Le Fort ». Elle déclare à propos de cette jeune femme effrayée qui vit dans l'angoisse depuis l'enfance et devient religieuse pour lutter contre cette souffrance : « ... elle a reçu le souffle de la vie de mon esprit intérieur, et on ne peut la détacher de cette origine, qui est la sienne. Née dans l'horreur profonde d'une époque assombrie par les signes de la destinée, ce personnage m'est venu comme l'emblème d'une époque à l'agonie travaillant à sa propre ruine ».
Georges Bernanos s'est inspiré de cette nouvelle pour écrire en 1948 le scénario d'un film qui ne sera pas réalisé en raison de la mort de l'auteur. Il est néanmoins adapté au théâtre par Jacques Hébertot en 1952 puis transformé en livret d'opéra par Francis Poulenc en 1957 sous le titre Dialogues des carmélites. En 1960, le père Bruckberger et Philippe Agostini portent enfin à l'écran le scénario original dans le film Le Dialogue des carmélites. En 1984, ce scénario sera repris par Pierre Cardinal pour Antenne 2 avec le titre original : Dialogues des carmélites.

### Poésie
- Lieder und Legenden, Fritz Eckardt, Leipzig, 1912.
- Hymnen an die Kirche, Éditions théatines (de), Munich, 1924.
- Hymnen an Deutschland, Josef Kösel & Friedrich Pustet K.-G (de), Munich, 1932.
- Gedichte, Insel, Wiesbaden, 1949.
- « Gertrud von Le Fort spricht. Zehn Gedichte. », in Das Jahr der Kirche: Advent 1 und 2, Te Deum., face 2, Christophorus (de), Fribourg-en-Brisgau, 1958, microsillon.
- Gedichte, Ehrenwirth, Munich, 1970.
- Gedichte und Aphorismen, Ehrenwirth, Munich, 1984.

### Nouvelles
Contes pour magazines
- Gerta von Stark, « Les Souliers rouges. Une histoire d'autrefois », in Cérémonies, vol. X, n° 17, 1897.
- Gerta von Stark, « Jacomino », in Recueil de petits écrits, Bahn, Schwerin, 1900, 35 p.
- « L'Œil de l'amour », in Feuillet Loisirs, Journal général et publicités de Hildesheim (de), Hildesheim, octobre 1901.
- « Au Cœur d'un roi », in Journal des femmes allemandes, 15e annèe, n° 40-43, 1902.
- « Veilleurs d'âmes (de) », in Cahiers mensuels Westermann (de), Westermann (de), Brunswick, 1907.
- « In hoc signo vinces », in Cahiers mensuels Westermann, Westermann, Brunswick, 1908.
- « Les Passions de Pierre », in La Semaine (de), 11e année, n° 29, Auguste Scherl, Berlin, 1909.
- « Le Chat du monastère. Une histoire du vieux Mecklembourg. », I, in Le Kiosque, n° 29, p. 622-626, Leipzig, 1910.
- « Le Chat du monastère. Une histoire du vieux Mecklembourg. », II, in Le Kiosque, n° 30, p. 642-646, Leipzig, 1910.
- « Le Privilège de la Dame de Glanta », in Cahier mensuel Velhagen & Klasing, n° 24, p. 421-436, Velhagen & Klasing, Bielefeld, 1910.
- « Donna Tullias Perlen », in Magazine des femmes et de la mode Vobach, n° 23, Vobach, Berlin, 1923.

Légendes pour le temps présent
- La Dernière à l'échafaud (de), Kösel & Pustet (de), Munich, novembre 1931, 79 p.
- Deux Légendes, Insel, Wiesbaden, 1950, 72 p.
  - Le Royaume de l'enfant (de). La légende du dernier Carolingien, Langen Müller (de), Munich, 1933, 56 p.
  - « Les Oisillons (de) de Theres », in Almanach Insel (de), Insel, Leipzig, 1937, 10 p.

Suite du précédent.
- La Flamme du sacrifice (de), Insel, Leipzig, 1938.
- Le Rappel de la Demoiselle de Barby (de), Michael Beckstein (de), Munich, 1940.
- Quatre Contes, Insel, Wiesbaden, 1952, 204 p.
  - « La Fille de Farinata (de) », in Almanach Insel (de), Insel, Leipzig, 1940, rééd. Insel, Wiesbaden, 1950, 73 p.
  - Le Tribunal de la mer (de), Coll. Insel (de), n° 210/2, Insel, Leipzig 1943, 50 p.
  - La Consolata (de), Coll. Insel (de), n° 615, Insel, Wiesbaden, 1947, 24 p.
  - Plus ultra (de), Insel, Wiesbaden, 1950, 63 p.
- Les Cierges éteints, Ehrenwirth, Munich, 1953, 120 p.
  - La Hors-la-loi (de). Une page en souvenir., 48 p.
  - Les Innocents (de). À la mémoire des enfants morts de la guerre mondiale., 65 p.
- À la Porte du ciel (de), Insel, Wiesbaden, 1954, 87 p.
- La Femme de Pilate (de), Insel, Wiesbaden, 1955, 39 p.
- La Tour de la constance (de), Insel, Wiesbaden, 1957, 39 p.
- La Dernière rencontre (de), Insel, Wiesbaden, 1959.
- L'Enfant étranger (de), Insel, Francfort-sur-le-Main, 1961.
- La Fille de Jephté (de). Une légende., Insel, Francfort-sur-le-Main, 1964.
- Le Silence (de), Arche (de), Zurich, 1967.
- La Cathédrale (de), Ehrenwirth, Munich, 1968.

Écrit posthume
- Notre bien-aimée Dame du carnaval (de), Arche (de), Zurich, 1975.

### Romans
Sous pseudonymes
- Gerta von Stark, Princesse Christellette. Un roman de cour, Willy Vobach & Co., Leipzig, 1904.
- Petrea Vallerin, Le Courrier de la Reine (de), Kösel & Pustet (de), Munich, 1926.

Romans assumés
- Le Voile de Véronique (de), Kösel & Pustet (de), Munich, 1928.

Réédité en 1946 sous le titre La Fontaine romaine.
- Le Pape venu du ghetto (de), Transmare, Berlin, 1930.
- Les Noces de Magdebourg (de), Insel, Leipzig, 1938.
- La Couronne fleurie des anges (de), Michael Beckstein (de), Munich, 1946.

Tome II du Voile de Véronique.

### Essais
- L’Éternel féminin, Kösel & Pustet (de), Munich, 1933.

Éd. aug. L’Éternel féminin. La femme dans le temps. La femme intemporelle., Kösel & Pustet, Munich, 1934.
- Notre Chemin à travers la nuit. Des mots pour mes amis suisses., Insel, Wiesbaden, 1949.
- La Femme et la technique, Arche (de), Zurich, 1959.
- Ce en quoi je crois et autres essais, Arche, Zurich, 1968.

### Préfaces
- L. von Matt (de), Rom. Das Antlitz der Ewigen Stadt., Wilhelm Andermann, Munich, 1956, 60 p., 30 ill.
- G. Greene, Paradox des Christentums, Herder (de), Fribourg-en-Brisgau, 1958.
- Von gefalteten Mutterhänden bewahrt, 1973.

### Œuvre traduit en français
Traductions d'avant guerre
- Le Voile de Véronique (de), Plon, Paris, 1931, rééd. 1932, rééd. 1957, 312 p., trad. Jean Chuzeville.
- Le Pape du ghetto (de), coll. Les îles, n° 5, Desclée de Brouwer et Cie, Paris, mars 1934, 331 p., trad. Jean Chuzeville.
- Hymnes à l'Église, Paris, Le Cerf, Paris, 1935, 82 p., trad. P. Petit, rééd. préf. P. Claudel, Cahiers des poëtes catholiques, Bruxelles, 1937, rééd. Casterman, Tournai, 1952 (Hymnen an die Kirche, 1924).
- La Dernière à l'échafaud (de), coll. Les îles, Desclée de Brouwer et Cie, Paris, mars 1937, 136 p., rééd. 1950, rééd. Coll. La Petite Ourse, Guilde du Livre, Lausanne, 1962, rééd. Juillard, Paris, 1987, trad. B. Briod.

Traductions d'après-guerre du vivant de l'auteur
- La Femme éternelle, Le Cerf, Paris, 1946, 163 p., trad. H. Desroche, rééd. préf. F. Mallet Joris, trad. André Boccon-Gibod, 1968 (Die ewige Frau, 1933).
- Dans la nuit allemande, coll. elzévirienne, À la Baconnière, Boudry, 1949, 50 p., trad. Jean Martin Le Fort (Unser Weg durch die Nacht, 1949).
- La Fille de Farinata (de), suivi de Plus ultra (de), nouvelles., À la Baconnière, Boudry, , 1950, 223 p., trad. Jean Martin Le Fort.
- Le Jugement de la mer (de). La Consolata (de), F. X. Le Roux, Strasbourg, 1950, 85 p., préf. Pierre Lorson, trad. Grith Senil.
- La Demoiselle de Barby (de), Le Seuil, Paris, 1952, 134 p., trad. André Starcky.
- Noces de Magdebourg (de), Le Seuil, Paris, 1954, 190 p., trad. M. de Gandillac.
- La Couronne des anges (de), Amiot Dumont, Paris, 1954, 224 p., trad. Maurice Muller-Strauss.
- La Porte du ciel (de), Amiot Dumont, Paris, 1955, 136 p., trad. Maurice Muller-Strauss.
- Préf. G. von Le Fort, L. von Matt (de), Rome, ville éternelle., La Bibliothèque des arts, Paris, s. d., 62 p., trad. E.-H. Schildener.
- Les Cierges éteints, Le Seuil, Paris, 1956, 125 p., trad. André Starcky (Gelöschte Kerzen, 1953).
- L'Enfant étranger (de), Éditions Saint Paul, Paris, 1964, 128 p., préf. & trad. Marcelle Raimbault, ill. M.-J. Lapargue.
- L'Épouse de Pilate (de) et autres nouvelles, Éditions Saint Paul, Paris, 1965, 176 p., trad. Marcelle Raimbault.

Traductions posthumes
- Le Silence (de), Éditions de Chiré, Chiré-en-Montreuil, 1984, 62 p., trad. Joël Pottier.
- Ultime rencontre (de) entre la Marquise de Montespan et Louise de La Vallière, Éditions de Paris, Paris, 2006, 57 p., trad. Henri Peter  (ISBN 978-2-85162-077-4).
- L'Enfant étranger (de), Via Romana, Versailles, avril 2008, 87 p., trad. Henri Peter, post. Antje Kleinewefers  (ISBN 978-2-916727-25-7).
- La Femme éternelle, Via Romana, Versailles, avril 2008, 95 p., préf. Xavier Tilliette, trad. Henri Peter  (ISBN 978-2-916727-26-4).

### Adaptations en français
- F. Poulenc, Dialogues des carmélites, opéra en 3 actes et 12 tableaux. Texte de la pièce de Georges Bernanos (d'après Gertrud von Le Fort) avec l’autorisation d'Emmet Lavery., ms., Paris, août 1953, éd. Ricordi, Paris, 1957, 244 p., partition.
- G. Bernanos, ill. R. Gid, Dialogues des carmélites, d'après une nouvelle de Gertrud von Le Fort et un scénario du R. P. Bruckberger et de Philippe Agostini, Cent femmes amies des livres, Paris, 1954, rééd. La Baconnière, Neuchâtel, 1956, 205 p., rééd. Le Seuil, Paris, 1984, 154 p.
- Marianne Stoumon, « Les Innocents (de), drame en 4 actes d'après la nouvelle de Gertrud von le Fort. », in Le Flambeau, Impr. des sciences, Bruxelles, 1961, 63 p.

## Bibliographie

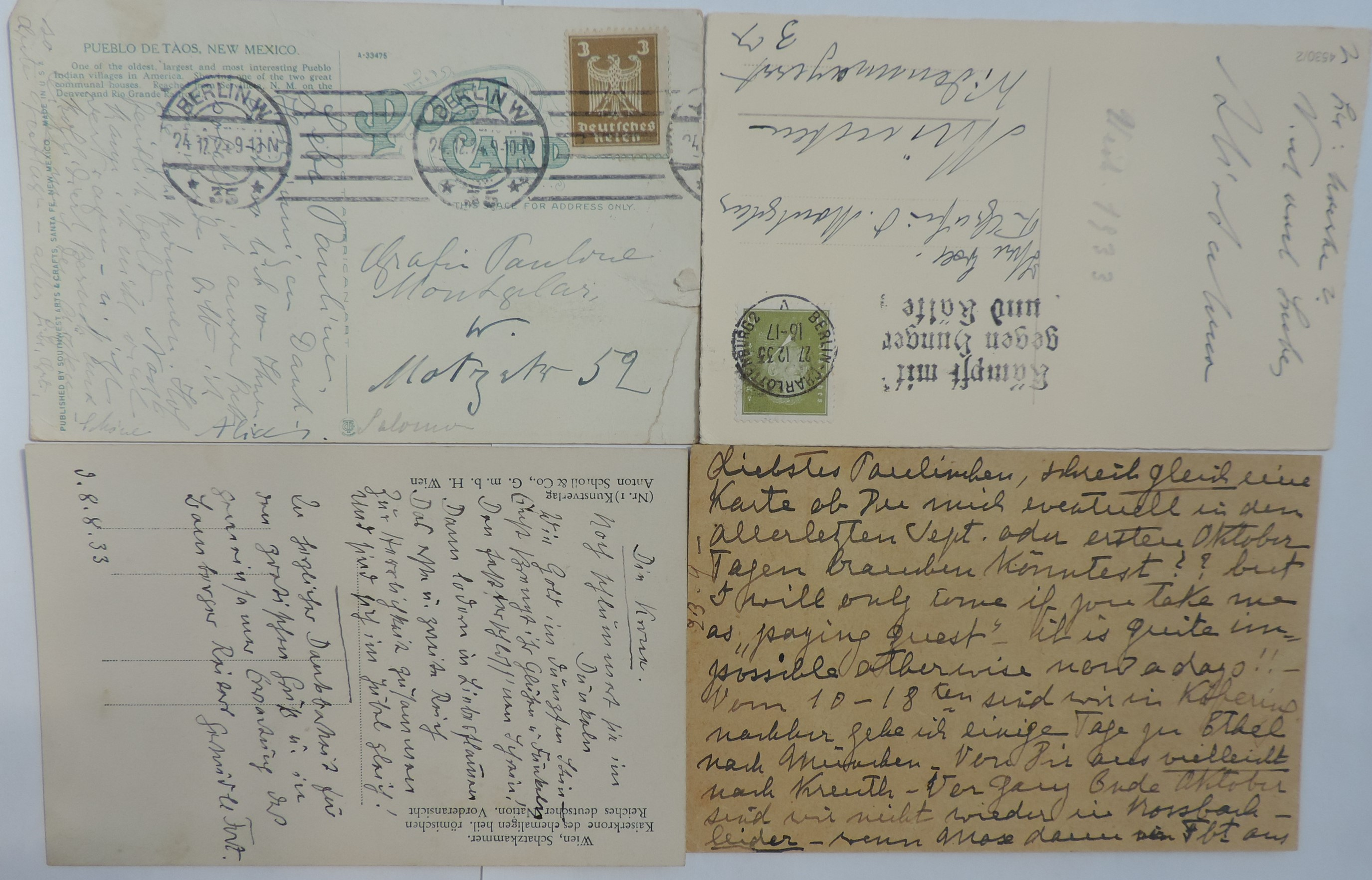
Pour la Noël 1933, cartes postales de Gertrude von le Fort, à gauche, et d'Alice Salomon à. Sur celle-ci, Très chère Paulinette.... Sur celle-là, le poème La Couronne.